# Иодо(пентакарбонил)марганец
Иодо(пентакарбонил)марганец — металлоорганическое соединение,
карбонильный комплекс марганца
состава Mn(CO)5I,
красные кристаллы.

## Получение
- Нагревание смеси порошков декакарбонилдимарганца и иода:

{\displaystyle {\mathsf {Mn_{2}(CO)_{10}+I_{2}\ {\xrightarrow {110^{o}C}}\ 2Mn(CO)_{5}I}}}

## Физические свойства
Иодо(пентакарбонил)марганец образует красные кристаллы,
при доступе воздуха медленно разлагается с отщеплением иода.
Растворяется в органических растворителях.